# John B.S. Haldane

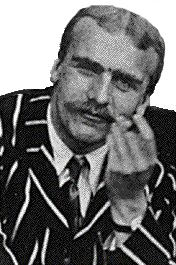
J.B.S. Haldane w Oksfordzie (1914)

John Burdon Sanderson Haldane (J.B.S. Haldane) (ur. 5 listopada 1892 w Edynburgu, zm. 1 grudnia 1964 w Bhubaneśwar) – brytyjski genetyk i biolog. Był jednym z twórców genetyki populacyjnej (obok Rolanda Fishera i Sewalla Wrighta).

## Życiorys
Pochodził ze szkockiej arystokracji. Był synem fizjologa Johna Scotta Haldane’a i Louisy Kathleen Trotter. Jego młodszą siostrą była pisarka i poetka Naomi Mitchison. Studiował w Dragon School, Eton College i na Uniwersytecie Oksfordzkim.
W latach 1922–1932 pracował na Uniwersytecie Cambridge, w 1932 roku na Uniwersytecie Kalifornijskim, a od 1933 do 1957 na University College London.
W czasie I wojny światowej służył w prestiżowym 42. Pułku Królewskiej Piechoty Szkockiej tzw. Czarnej Gwardii (Black Watch), stacjonującym wówczas we Francji i Iraku.
Po doświadczeniach wojennych głosił zdecydowanie lewicowe poglądy, popierał ówczesną politykę ZSRR, w 1937 roku wstąpił do komunistycznej partii Communist Party of Great Britain, której członkiem był do roku 1950.
Na zmianę jego poglądów w stosunku do ZSRR wpłynęły informacje o zbrodniach stalinizmu, a także uznanie przez KPZR prac Trofima Łysenki za oficjalną naukę państwa radzieckiego.
W 1957 opuścił Wielką Brytanię, protestując przeciwko kryzysowi sueskiemu i wyemigrował do Indii. W 1961 roku przyjął obywatelstwo indyjskie. Do Indii zaprosił go Prasanta Chandra Mahalanobis. Haldane kierował Laboratorium Genetyki i Biometrii (State Government Genetics and Biometry Laboratory) w Orisie.

## Działalność naukowa
Zajmował się m.in. zagadnieniami genetyki populacyjnej, teorii działania enzymów i fizjologii człowieka.
W latach 1924–1934 wydał cykl publikacji A Mathematical Theory of Natural and Artificial Selection opisujących pierwsze matematyczne modele ilustrujące teorię ewolucji i doboru naturalnego.
W latach 1933–1937 współpracował z Julią Bell w pracach nad genetycznym podłożem ślepoty barw i hemofilii.
W opublikowanym w 1928 roku eseju On Being the Right Size poruszał zagadnienia istotnych zależności pomiędzy wielkością zwierząt a ich sposobem życia. Jego obserwacje zostały nazwane przez urbanistkę Jane Jacobs zasadą Haldane’a i wykorzystywane w jej pracach.
W pracy Daedalus or Science and the Future z 1923 roku, Haldane po raz pierwszy użył pojęcia ektogeneza na opis rozwoju płodu poza organizmem matki. Motyw ten został wykorzystany przez (zaprzyjaźnionego z Haldane’em) Aldousa Huxleya w powieści Nowy wspaniały świat.
Wspólnie z Lancelotem Hogbenem, Julianem Huxleyem i Francisem Albertem Eleyem Crew założył czasopismo naukowe Journal of Experimental Biology oraz stowarzyszenie naukowe Society for Experimental Biology. Przedsięwzięcia te wspierał finansowo pisarz science-fiction i biolog Herbert George Wells. 

## Życie prywatne
Był dwukrotnie żonaty. W 1924 roku udzielał wywiadu, dla Daily Express, dziennikarce i pisarce Charlotte Burghes (z domu Franken). Dwa lata później zostali małżeństwem, czemu towarzyszył skandal związany z rozwodem Charlotte. W 1942 roku byli w separacji, a w 1945 wzięli rozwód.
Drugą żona była Helen Spurway.